# Konstantin Aleksandrow (dyplomata)
Konstantin Iwanowicz Aleksandrow (ros. Константи́н Ива́нович Алекса́ндров, ur. 1912, zm. 1981) – radziecki dyplomata.
Członek WKP(b), od kwietnia 1956 radca, później radca-pełnomocnik Ambasady ZSRR w Czechosłowacji. W 1960 chargé d’affaires ZSRR w Czechosłowacji, 1962-1963 pracownik aparatu Ministerstwa Spraw Zagranicznych ZSRR, 1963-1965 poseł-radca Ambasady ZSRR w Jugosławii. Od 8 października 1965 do 11 listopada 1969 ambasador nadzwyczajny i pełnomocny ZSRR w Afganistanie, 1970-1974 pracownik MSZ ZSRR, następnie zwolniony.